# Ajánguiz
Ajánguiz (oficialmente en euskera: Ajangiz) es un municipio de la provincia de Vizcaya, País Vasco (España). Cuenta con una población de 475 habitantes (INE 2024).
Es una pequeña localidad rural situada en las inmediaciones de Guernica y Luno, municipio al que perteneció entre 1940 y 1991.

## Toponimia
Ajánguiz pertenece a la serie de topónimos vascos que tienen una terminación en -iz. Julio Caro Baroja defendía que la mayor parte de estos topónimos provenían de un nombre propio unido al sufijo latino -icus declinado.
En la zona vasconavarra Caro Baroja consideraba que los sufijos -oz, -ez e -iz aplicados a la toponimia indicaban que en la antigüedad el lugar había sido propiedad de la persona cuyo nombre aparecía unido al sufijo, pudiéndose remontar su origen desde la Edad Media hasta la época del Imperio romano.
En el caso de Ajánguiz, Julio Caro Baroja propuso que ese nombre podría provenir de un hipotético Allianus, nombre latino que está documentado.
Así, si al nombre Allianus se le añade el sufijo latino -icus que indica lo que es perteneciente a este, se podría obtener Allianicus. Allianicus podría ser también un hijo de Allianus. Lo propio de Allianicus y de sus descendientes sería Allianici (genitivo de singular y nominativo de plural). De una evolución similar a la de ese sufijo latino -icus se habrían dado origen también los patronímicos utilizados en los idiomas latinos de la península ibérica.
De ese Allianici se habría podido derivar el topónimo Ajánguiz. Hay que tener en cuenta que las referencias más antiguas aparece como Axanguiz y que aún hoy en día en euskera se pronuncia similar a Ayanguiz con un sonido similar a la ll. Allianici > Axianici > Axanguici > Axanguiz.
Axánguiz quedó fijado como forma escrita del nombre. En castellano evolucionó a la actual de Ajánguiz por la transformación x > j. El actual nombre de la localidad en euskera: Ajangiz es la adaptación del topónimo a la ortografía contemporánea de la lengua vasca Ajánguiz > Ajangiz, ya que en euskera el sonido gui se escribe gi y no hay tildes. La pronunciación en euskera y castellano es diferente, ya que en euskera la j se pronuncia parecido a la y, de forma más similar al posible sonido original del nombre.
En 1991, cuando el municipio se desanexionó del de Guernica y Luno, adoptó como nueva denominación oficial la forma vasca del nombre, Ajangiz, que desde entonces es la oficial.

## Geografía
Ajánguiz se encuentra en una ladera montañosa que domina la vega de Guernica; a menos de 4 km de distancia, al este de Guernica. El río Oca hace de frontera entre el municipio de Ajánguiz y el de Guernica y Luno

## Historia
Ajánguiz, municipio de la provincia de Vizcaya, en el País Vasco, España, tiene una historia documentada que se remonta al siglo XIV. La primera referencia escrita a la existencia de Ajánguiz se encuentra en un documento de 1366, en el que se mencionan dos solares adjudicados a la nueva villa de Guernica, situados en Ajánguiz: Ibinarriaga y Gorguena.
Además, en el siglo XVII, se documenta la existencia de un caserío denominado Auzokoa en Ajánguiz, que fue reedificado en 1820.
Por lo tanto, los primeros escritos sobre Ajánguiz datan de 1366, con menciones adicionales en documentos de los siglos XVII y XVIII.
Ajanguiz ha estado ligado casi siempre a lo largo de la historia a la vecina Guernica.
Hasta 1844 el pueblo no contó con iglesia parroquial propia. Sus vecinos estaban en el plano religioso adscritos a las parroquias de las anteiglesias vecinas; Arrazua, Luno, Mendata o de la villa de Guernica. Este hecho impidió a Ajánguiz constituirse civilmente en anteiglesia, como otras localidades de su entorno. Sin embargo, a pesar de este hecho Ajánguiz tuvo asiento y voto en las Juntas Generales de Vizcaya desde al menos el siglo XVI, bajo el régimen jurídico de ledanía. Ajánguiz fue la única localidad vizcaína que bajo este estatus jurídico tuvo acceso a las Juntas Generales y autonomía administrativa, durante el Antiguo Régimen. 
Entre 1940 y 1991 estuvo anexionada al municipio de Guernica y Luno.
Cuando en 1991 Ajánguiz recuperó su independencia perdió el barrio de Rentería/Errenteria que siguió unido a Guernica.

## Demografía
Ajánguiz cuenta con una población de 475 habitantes (INE 2024).
| Gráfica de evolución demográfica de Ajánguiz entre 1842 y 1940 |
| |
| Población de derecho según los censos de población del INE Población de hecho según los censos de población del INEEntre el censo de 1950 y el anterior, este municipio desaparece porque se integra en el municipio 48046 (Guernica y Luno) |

| Gráfica de evolución demográfica de Ajánguiz entre 1991 y 2021 |
| |
| Población de derecho según los censos de población del INE Población de hecho según los censos de población del INEEntre el censo de 1991 y el anterior, aparece este municipio porque se segrega del municipio 48046 (Guernica y Luno) |

## Administración y política

### Gobierno municipal
| Partido político                                              | 2015  | 2015       | 2011  | 2011       | 2007  | 2007       | 2003        | 2003        | 1999  | 1999       | 1995  | 1995       | 1991  | 1991       |
| Partido político                                              | %     | Concejales | %     | Concejales | %     | Concejales | %           | Concejales  | %     | Concejales | %     | Concejales | %     | Concejales |
| Euskal Herria Bildu (EH Bildu)-Bildu                          | 68,75 | 5          | 66,67 | 5          | —     | —          | —           | —           | —     | —          | —     | —          | —     | —          |
| Euzko Alderdi Jeltzalea-Partido Nacionalista Vasco (EAJ-PNV)  | 27,63 | 2          | 29,81 | 2          | 33,74 | 2          | 66,13       | 5           | 29,81 | 2          | 35,86 | 3          | 33,08 | 2          |
| Partido Socialista de Euskadi-Euskadiko Ezkerra (PSE-EE PSOE) | —     | —          | 0,00  | 0          | —     | —          | —           | —           | —     | —          | —     | —          | —     | —          |
| Partido Popular del País Vasco (PP)                           | —     | —          | 0,00  | 0          | 0,03  | 0          | 0,54        | 0           | —     | —          | —     | —          | —     | —          |
| Eusko Abertzale Ekintza-Acción Nacionalista Vasca (EAE-ANV)   | —     | —          | —     | —          | 56,53 | 5          | —           | —           | —     | —          | —     | —          | —     | —          |
| Eusko Alkartasuna (EA)                                        | —     | —          | —     | —          | 8,51  | 0          | 27,42       | 2           | 4,66  | 0          | 11,72 | 0          | 13,08 | 1          |
| Euskal Herritarrok (EH)-Herri Batasuna (HB)                   | —     | —          | —     | —          | —     | —          | Ilegalizado | Ilegalizado | 64,29 | 5          | 51,72 | 4          | 53,46 | 4          |

### Organización territorial
Según el INE, Ajánguiz se compone de dos núcleos de población (datos de población de 2015):
- Kanpantxu (184 hab.)
- Mendieta (275 hab.)

Históricamente han formado el municipio tres barrios: Mendieta, Kanpantxu y Rentería/Errenteria.
Rentería era una prolongación del barrio guerniqués homónimo, que se extendía al otro lado del río Oca. Era funcionalmente una extensión de Guernica y Luno fuera de su antiguo término municipal. Surgió durante los años en los que Ajanguiz estuvo anexionado a Guernica y Luno. Cuando Ajanguiz recuperó la independencia, este nuevo barrio se mantuvo unido a Guernica y Luno y no participó de la desanexión.
Mendieta es la capital del municipio, donde se encuentra el ayuntamiento. Kanpantxu es una agrupación de caseríos. Ambos son de carácter rural.